# هانا هاوریلت
هانا هاوریلت (اوکراینی: Ганна Олексіївна Гаврилець؛ ۱۱ آوریل ۱۹۵۸ – ۲۷ فوریهٔ ۲۰۲۲) آهنگساز، آموزش موسیقی اهل اوکراین بود. وی بین سال‌های ۱۹۸۴ تا ۲۰۲۲ میلادی فعالیت می‌کرد.
وی همچنین برندهٔ جوایزی همچون جایزه ملی شوچنکو شده‌است.